# Listă de localități din Bucovina
Această listă conține satele, comunele și orașele din regiunea istorică Bucovina, divizată între România și Ucraina.

### Municipii
- Cernăuți
- Suceava  (fără cartierul Burdujeni)
- Rădăuți
- Câmpulung Moldovenesc
- Vatra Dornei

### Orașe din Sudul Bucovinei (România)
| - Gura Humorului - Siret (fără satul Pădureni) - Solca - Cajvana - Frasin - Milișăuți - Vicovu de Sus |

### Orașe din Nordul Bucovinei (Ucraina)
| - Adâncata (Hliboca) - Berhomet pe Siret - Cozmeni (Coțmani) - Costrijeni (Costrijiuca) - Crasna (Crasna-Ilschi) - Lujeni (Lujani) - Nepolocăuți | - Noua Suliță (parțial) - Putila - Vășcăuți pe Ceremuș - Vijnița - Storojineț - Zastavna |

### Comune din Sudul Bucovinei (România)
| - Arbore - Bălăceana - Bălcăuți - Berchișești - Bilca - Bosanci - Botoșana - Breaza - Brodina - Burla - Cacica - Calafindești - Capu Câmpului | - Cârlibaba - Ciocănești - Ciprian Porumbescu - Comănești - Coșna - Dărmănești - Dorna Candrenilor - Dornești - Drăgoiești - Frătăuții Noi - Frătăuții Vechi - Frumosu - Fundu Moldovei | - Gălănești - Grănicești - Horodnic de Jos - Horodnic de Sus - Iacobeni - Iaslovăț - Ilișești - Ipotești - Izvoarele Sucevei - Mănăstirea Humorului - Marginea - Mitocu Dragomirnei (fără satul Mitocași) - Moara | - Moldova-Sulița - Moldovița - Mușenița - Ostra - Păltinoasa - Pârteștii de Jos - Pătrăuți - Poiana Stampei - Poieni-Solca - Pojorâta - Putna - Sadova - Satu Mare | - Straja - Stroiești - Stulpicani - Sucevița - Șcheia - Șerbăuți - Todirești - Udești (fără satele Racova și Știrbăț) - Ulma - Valea Moldovei - Vama - Vatra Moldoviței - Vicovu de Jos - Voitinel - Volovăț - parțial comunele: Bunești (satele Bunești-Bucovina, Podeni și Șes), Cornu Luncii (satele Stănilești, Băișești și Brăiești), Dorna-Arini (zona situată la vest de râul Neagra și cea de la nord de râul Bistrița până la confluența cu râul Arama), Șaru Dornei (satul Șaru Bucovinei) (județul Suceava) și Mihăileni (satele Sinăuții de Jos și Rogojești) și Cândești (satul Cândești-Bucovina) (județul Botoșani) |

### Comune din Nordul Bucovinei (Ucraina)
| - Babin, Vijnița - Babin, Zastavna - Bahna - Bahrinești - Bănila pe Siret - Bănila pe Ceremuș - Berbești - Berhomet pe Siret - Berhomet pe Prut - Bila - Bobești - Boian - Borăuți - Boianceni - Broscăuții Noi - Broscăuții Vechi | - Budineț - Cadobești - Camena - Câmpulung Rusesc (C. pe Ceremuș) - Carapciu pe Siret - Carapciu pe Ceremuș - Ceahor - Cerepcăuți - Cernăuca - Chisălău - Chiselițeni - Cincău - Ciornohuzi - Cireș - Cireșel - Ciudei - Clivești - Clivodin | - Comărești - Coniatin - Corcești - Corovia - Costești - Cotul-Vânători - Crăsnișoara Veche - Crișceatec - Cuciurul Mare - Cuciurul Mic - Culeuți - Cupca - Davideni - Davidești - Dimca | - Dihtineț - Dobronăuți - Doroșăuți - Drăcineț - Dubăuți - Gura Putilei - Hlinița - Horoșăuți - Iablonița - Igești - Iordănești - Iurcăuți - Iujineț - Ispas - Ivancăuți - Jadova | - Lașchiuca - Lehăceni-Boian (fără satul Cotul Boianului) - Lehăcenii Tăutului - Lucavăț - Lucovița - Mahala - Malatineți - Mămăești - Mamornița - Măreniceni - Mihalcea - Mihova - Mihuceni - Milie - Mitcău - Molodia | - Mosoreni - Ocna - Onut (fără Onutul-Mic) - Oprișeni - Orășeni - Ostrița - Oșehlib - Panca - Pârâul Negru - Pătrăuții de Jos - Pătrăuții de Sus - Petriceni (Camenca) - Plosca - Pohorlăuți - Poieni-Bucovina - Prelipcea - Rarancea | - Răpujineț - Răstoace - Ropcea - Sămușeni - Sârghieni - Seletin - Sinăuții de Sus - Slobozia Bănilei - Slobozia Comăreștilor - Slobozia Rarancei - Sneci - Stăneștii de Jos - Stăneștii de Sus - Stăneștii pe Siret - Stăuceni | - Stârcea - Suceveni - Suhoverca - Șerăuții de Sus - Șipotele Sucevei - Șipotele pe Siret - Șipeniț - Șișcăuți - Șubrănești - Tăuteni - Tărășeni - Tereblecea (Terebliște) - Tișăuți - Toporăuți - Trei Movile - Țureni | - Vadul Nistrului (Brodoc) - Valea Cosminului - Valeva - Vasilău - Vaslăuți - Verbăuți - Vijnicioara - Vilaucea - Volcineț, Vijnița - Volcineț, Adâncata - Voloca pe Derelui - Vrânceni - Zadobruvca - Zahariceni - Zamostea - Zvineace |

În perioada 1774-1918, cât Bucovina s-a aflat în componența Monarhiei Habsburgice, localitățile bucovinene au purtat oficial și denumiri  în limba germană.